# Veilchentaube
Die Veilchentaube (Columba janthina), auch Violettscheiteltaube, Dunkeltaube oder Schwarze Waldtaube genannt, ist eine Art der Taubenvögel, die zur Unterfamilie der Columbinae gehört. Sie kommt auf einigen japanischen Inseln vor. 

## Erscheinungsbild
Die Veilchentaube erreicht eine Körperlänge von bis zu 43 Zentimetern. Sie erreicht damit eine Körpergröße, die der europäischen Ringeltaube entspricht. Ein Geschlechtsdimorphismus besteht nicht.
Charakteristisch für die Veilchentaube ist der im Verhältnis zur Körpergröße lange Schwanz. Das Körpergefieder ist überwiegend rußfarben. Kopf und Hals schimmern purpur. Der Schimmer auf dem Mantel ist bronzegrün. Der Schnabel ist grünlich. Die Iris ist braun. Beine und Füße sind rot.

## Verbreitung, Lebensraum und Verhalten
Die Veilchentaube besiedelt die japanischen Inseln Honshū, Oki-Inseln, Ryūkyū-Inseln, Okinawa und die angrenzenden Inseln, Ishigaki, Iriomote und Yonaguni, sowie Io-shoto und den Ogasawara-Inseln, die alle ein subtropisches Klima aufweisen. Die Veilchentaube ist eine baumbewohnende Art, die vor allem in alten, immergrünen Wäldern anzutreffen ist. Diese Wälder sind in den letzten Jahrzehnten zunehmend gerodet worden, so dass der Bestand der Art insgesamt rückläufig ist.
Das Nahrungsspektrum der Veilchentaube besteht aus Samen, Knospen und Früchten. Eine besondere Rolle in der Ernährung dieser Taubenart spielen die Samen verschiedener Camellia-Arten. Das Nest wird in Baumhöhlen oder in Felsspalten errichtet. Das Gelege besteht aus nur einem Ei. Die Brutzeit fällt überwiegend in den Zeitraum Februar bis September.

## Belege